# Lukas Kammerlander
Lukas Kammerlander (* 29. Oktober 1990 in Imst, Tirol) ist ein österreichischer Sportschütze.
Kammerlander konnte 2010 bei der Junioren-Weltmeisterschaft in München, mit dem Luftgewehr den 8. Platz erreichen.
In der Erwachsenen-Klasse zählt er seit 2011 zählt er zum österreichischen Herren-Nationalkader und konnte sich für die Europameisterschaft 2011 in Brescia (Italien) qualifizieren, bei der er zum Nationalteam gehörte und unter 70 Teilnehmern den 51. Platz erreichte.
Lukas Kammerlander lebt in Umhausen im Tiroler Ötztal und schießt für die Schützengilde Umhausen.
Die  Naturbahnrodler Thomas und Gerald Kammerlander sind seine Cousins.

## Erfolge

### Luftgewehr
- 2010: 8. Platz Junioren-Weltmeisterschaft in München (Deutschland)[2][3]
- 2010: 1. Platz Junioren IWK-Pilsen (Tschechien)[4]
- 2010: 4. Platz Junioren-IWK-Pilsen (Tschechien)[5]
- 2010: 6. Platz Junioren-IWK-München (Deutschland)[6]
- 2011: 51. Platz Europameisterschaft in Brescia (Italien)[7]
- 2011: GP Pilsen: 6. Platz[8]